# Perissolestes cornutus
Perissolestes cornutus är en trollsländeart som först beskrevs av Selys 1886.  Perissolestes cornutus ingår i släktet Perissolestes och familjen Perilestidae. IUCN kategoriserar arten globalt som livskraftig. Inga underarter finns listade i Catalogue of Life.